# Hele den pukkelryggede familie
Hele den pukkelryggede familie er en film fra 1989 med Steve Martin i hovedrollen.